# Isabel Torres
Pour les articles homonymes, voir Torres.
Isabel Torres, née le 14 juillet 1969 à Las Palmas de Grande Canarie en Espagne et morte le 11 février 2022 dans la même ville, est une actrice, animatrice de télévision et animatrice de radio, une femme d'affaires et une activiste des droits LGBT espagnole.

## Carrière
En 2005, Isabel Torres est la première personne trans à être élue reine du Carnaval de Las Palmas de Grande Canarie. L'année suivante, elle fait la couverture du magazine Interviú.
Elle participe à des séries télévisés tels que Channel No 4, El programa de Ana Rosa et DEC. En 2010, elle a également présenté le programme d'été Nos vamos pa' la playa sur la chaîne télévisée Antena 3 Canarias. Son premier rôle principal aux côtés de Daniela Santiago et Jedet Sánchez dans une série télévisée est dans Veneno, créé par Javier Ambrossi et Javier Calvo sur la vie de Cristina Ortiz. Elle reçoit le prix Ondas en 2020 dans la catégorie de la meilleure interprète féminine d'une fiction nationale.

## Mort
Isabel Torres annonce sur les réseaux sociaux, en mars 2020, souffrir d'un cancer du poumon avec des métastases osseuses,. Elle meurt le 11 février 2022 des suites de cette maladie.